# Luoxiongichthys hyperdorsalis
Luoxiongichthys hyperdorsalis è un pesce osseo estinto, appartenente agli olostei. Visse nel Triassico medio (Anisico, circa 245 - 243 milioni di anni fa) e i suoi resti fossili sono stati ritrovati in Cina.

## Descrizione
Questo pesce poteva raggiungere i 15 centimetri di lunghezza, e possedeva una morfologia peculiare, a causa della presenza di una strana "gobba" davanti alla pinna dorsale. La forma generale del corpo era triangolare, proprio a causa della straordinaria alteza del dorso prima della pinna dorsale. Il corpo di Luoxiangichthys era appiattito lateralmente, ma in vista laterale la struttura gibbosa assomigliava a una pinna dorsale di uno squalo in posizione rovesciata, con un margine anterodorsale chiaramente convesso. La mascella era libera, e il preopercolare era snello e quasi verticale. Erano presenti tre ossa suborbitali e almeno otto branchiostegali robusti, con tubercoli e ornamentazioni a forma di pettine nel margine anteriore. Erano inoltre presenti due postcleitri, e le scaglie ganoidi erano ricoperte da tubercoli e dotate di un'ornamentazione a pettine sul margine posteriore. La scaglie si intersecavano l'una all'altra grazie a un giunto a sfera. La coda emieterocerca era debolmente biforcuta. 

## Classificazione

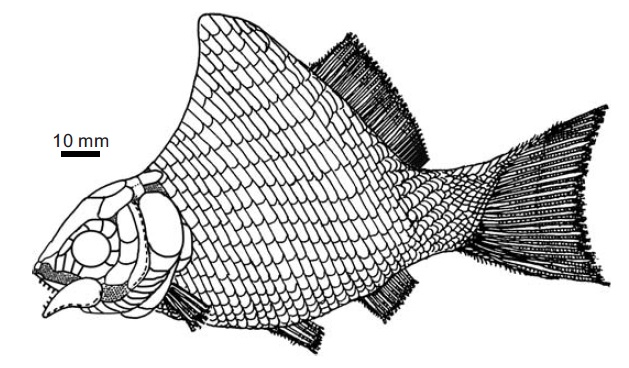
Ricostruzione di Luoxiongichthys hyperdorsalis

Luoxiongichthys hyperdorsalis venne descritto per la prima volta nel 2011, sulla base di alcuni fossili ritrovati nella formazione Guanling nei pressi di Luoping, nella provincia dello Yunnan in Cina. Secondo gli autori della prima descrizione, Luoxiongichthys possedeva alcune caratteristiche che lo avvicinavano ai parasemionotiformi, mentre altre lo avvicinavano ai semionotidi. Analisi cladistiche indicano che questo pesce era un membro degli olostei, ed è possibile che fosse un rappresentante basale degli alecomorfi o forse un semionotiforme. 

## Paleoecologia
La straordinaria struttura dorsale "a pinna di squalo rovesciata" era molto stretta, e non dovrebbe aver causato molta resistenza durante il movimento in avanti. L'insolita forma del dorso era probabilmente utile come display intraspecifico, e potrebbe aver richiesto costanti movimenti di posizionamento da parte delle pinne per mantenere il pesce in posizione verticale. La forma del corpo di Luoxiongichthys indica che questo animale era un abitatore delle scogliere o dei reefs.

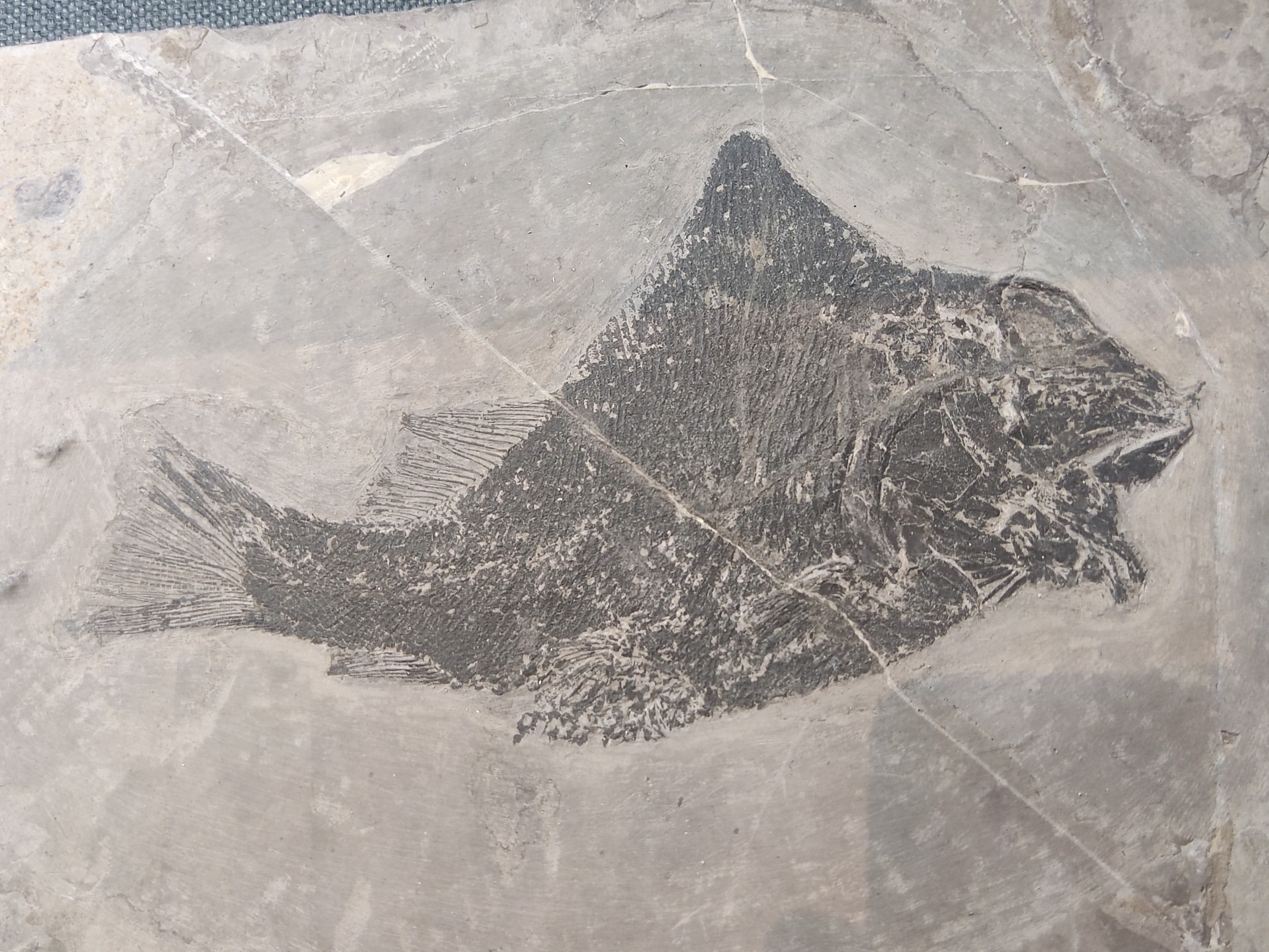
Fossile di Luoxiongichthys hyperdorsalis